# Sid Smith (Eishockeyspieler)
Sidney James „Sid“ Smith (* 11. Juli 1925 in Toronto, Ontario; † 29. April 2004 in Wasaga Beach, Ontario) war ein kanadischer Eishockeyspieler und -trainer, der von 1946 bis 1958 für die Toronto Maple Leafs in der National Hockey League spielte.

## Karriere
Während seiner Juniorenzeit spielte Smith für die Oshawa Generals in der OHA. Nach Einsätzen bei den Toronto Staffords wechselte er zu den Quebec Aces in die QSHL. In der Saison 1946/47 kam er dann zu seinem NHL-Debüt bei den Toronto Maple Leafs, spielte aber danach auch öfter für die Pittsburgh Hornets in der AHL.
Auch die beiden folgenden Jahre wechselte er zwischen Toronto und Pittsburgh. Da er für die Playoffs nun im Kader den Maple Leafs stand, gewann er seine ersten beiden Stanley Cups. In den Playoffs 1948/49 fiel er im ersten Halbfinale gegen Boston mit zwei Toren und einer Vorlage auf. In den Finals vernahm dann auch Detroits Star Gordie Howe, dass ein neuer Spieler bei den Maple Leafs für Furore sorgte. Smith schoss alle drei Tore bei einem 3:1-Sieg im zweiten Spiel der Serie und Howe fragte Reporter „Wer ist Sid Smith?“. Ab der folgenden Saison spielte er in einer Reihe mit Theodore Kennedy und Bill Ezinicki. Zu den erwähnenswerten Toren von Smith zählte ein Treffer in der Verlängerung in der Finalserie der Playoffs 1950/51, als er mit den Leafs seinen dritten Stanley Cup gewann. Auch als am 1. November 1952 erstmals ein Spiel der Maple Leafs im Fernsehen übertragen wurde, war es Smith, der den Siegtreffer für sein Team erzielte. Doch er war nicht nur aufgrund seiner Treffsicherheit ein bemerkenswerter Spieler. Neben sechs Jahren mit über 20 Toren in Folge, sah man ihn sehr selten auf der Strafbank. Seine Fairness brachte ihm auch zweimal die Lady Byng Memorial Trophy ein. Nach dem Karriereende von Ted Kennedy war er Mannschaftskapitän der Leafs. 
Als er nach zwölf Spielen in der Saison 1957/58 seine Karriere beendete, hatte nur Gordie Howe, Maurice Richard und Ted Lindsay mehr Tore in der NHL erzielt als er.
Smith setzte sich nicht zur Ruhe, sondern übernahm als Spielertrainer die Whitby Dunlops. Dieses Team vertrat Kanada bei der Eishockey-Weltmeisterschaft 1958 und Smith führte sein Team zur Goldmedaille.

## Sportliche Erfolge
- Stanley Cup: 1948, 1949 und 1951
- Eishockey-Weltmeister: 1958

### Persönliche Auszeichnungen
- AHL First All-Star Team: 1949
- Carl Liscombe Trophy: 1949
- First All-Star Team: 1955
- Second All-Star Team: 1951 und 1952
- Lady Byng Memorial Trophy: 1952 und 1955
- Teilnahme am NHL All-Star Game: 1949, 1950, 1951, 1952, 1953, 1954 und 1955